# Messier 17
Messier 17 (M17 ili NGC 6618) je otvoreni skup s emisijskom maglicom koju je otkrio Philippe Loys de Chéseaux 1745. godine u zviježđu Strijelac.
Charles Messier samostalno ju je otkrio 3. lipnja 1764. i uvstio u katalog kao 17. objekt.

## Svojstva
Maglica se nalazi na udaljenosti od 5000 svj.g. i sjaji prividnim sjajem od magnitude +6,0. Dimenzije najčitanijega dijela maglice su oko 15 svj. godina, a tamniji izdanci protežu se na prostoru od 40 svj. godina.
Messier 17 je regija u kojoj se odvija stvaranje zvijezda. Za razliku od M 16 gdje su te zvijezde vidljive, u ovoj maglici zvijezde su skrivene iza debelih oblaka prašine. Zračenje mladih zvijezda pobuđuje vodik koji intenzivno sjaji. Najtopliji dijelovi maglice su bijeli i nisu preeksponirani na fotografijama kako se čini.
Masa maglice je oko 800 puta veća od mase Sunca, dovoljno za stvaranje sjajnog otvorenog skupa i znatno većeg nego Orionova maglica.
Messier 17 se nalazi u istom spiralnom kraku kao i Messier 16. Messier 17 je bliža od te dvije maglice ali su one relativno blizu i možda su dio velikog oblaka plina.
Skup od 35 zvijezda nalazi se u blizini maglice.

## Amaterska promatranja
Maglica je veoma svijetla i lako se uočava u običnom 10x50 dvogledu. Manji teleskopi će pokazati najsjajniji dio maglice koji izgleda kao labud ili kvačica. Tamnije dijelove moguće je uočiti s teleskopom od 200 mm u promjeru, a filteri poput UHC i OIII nisu na odmet.

## Vanjske poveznice
- (engl.) SEDS: NGC 6618
- (engl.) Hartmut Frommert: Revidirani Novi opći katalog
- (engl.) Izvangalaktička baza podataka NASA-e i IPAC-a
- (engl.) Astronomska baza podataka SIMBAD
- (engl.) VizieR
- (engl.) Auke Slotegraaf: NGC 6618 Deep Sky Observer's Companion
- (engl.) Courtney Seligman: Objekti Novog općeg kataloga: NGC 6600 - 6649
- Fotografija Matije Pozojevića  Arhivirana inačica izvorne stranice od 21. lipnja 2007. (Wayback Machine)
- Skica M17
- M17, fotografija Roba Gendlera
- M16 i M17 zajedno, fotografija Roba Gendlera